# Myersglanis jayarami
Myersglanis jayarami és una espècie de peix de la família dels sisòrids i de l'ordre dels siluriformes.

## Hàbitat
És un peix d'aigua dolça i de clima subtropical.

## Distribució geogràfica
Es troba a Àsia: l'Índia.